# Музей конопли (Берлин)
Музей конопли (нем. Hanf Мuseum) — музей в Берлине, посвящённый растению конопля и всему, что с ней связано. Единственный музей в Германии и один из немногих в мире такого рода.

## История возникновения
Инициатива создания музея конопли в Берлине принадлежит немецкому обществу содействия конопле как полезному растению (нем. H.A.N.F. e.V.), а его прообразом явился Музей гашиша, марихуаны и конопли в Амстердаме — пожалуй, самый известный и наиболее посещаемый из музеев подобного рода в мире. После того, как пробная выставка, посвящённая конопле, получила положительный резонанс в Берлине, было решено устроить постоянную экспозицию, которая открылась в историческом центре города — Николаифиртель — 6 декабря 1994 года. Уже спустя семь лет число посетителей музея перешагнуло отметку в 100 тысяч.

## Экспозиция

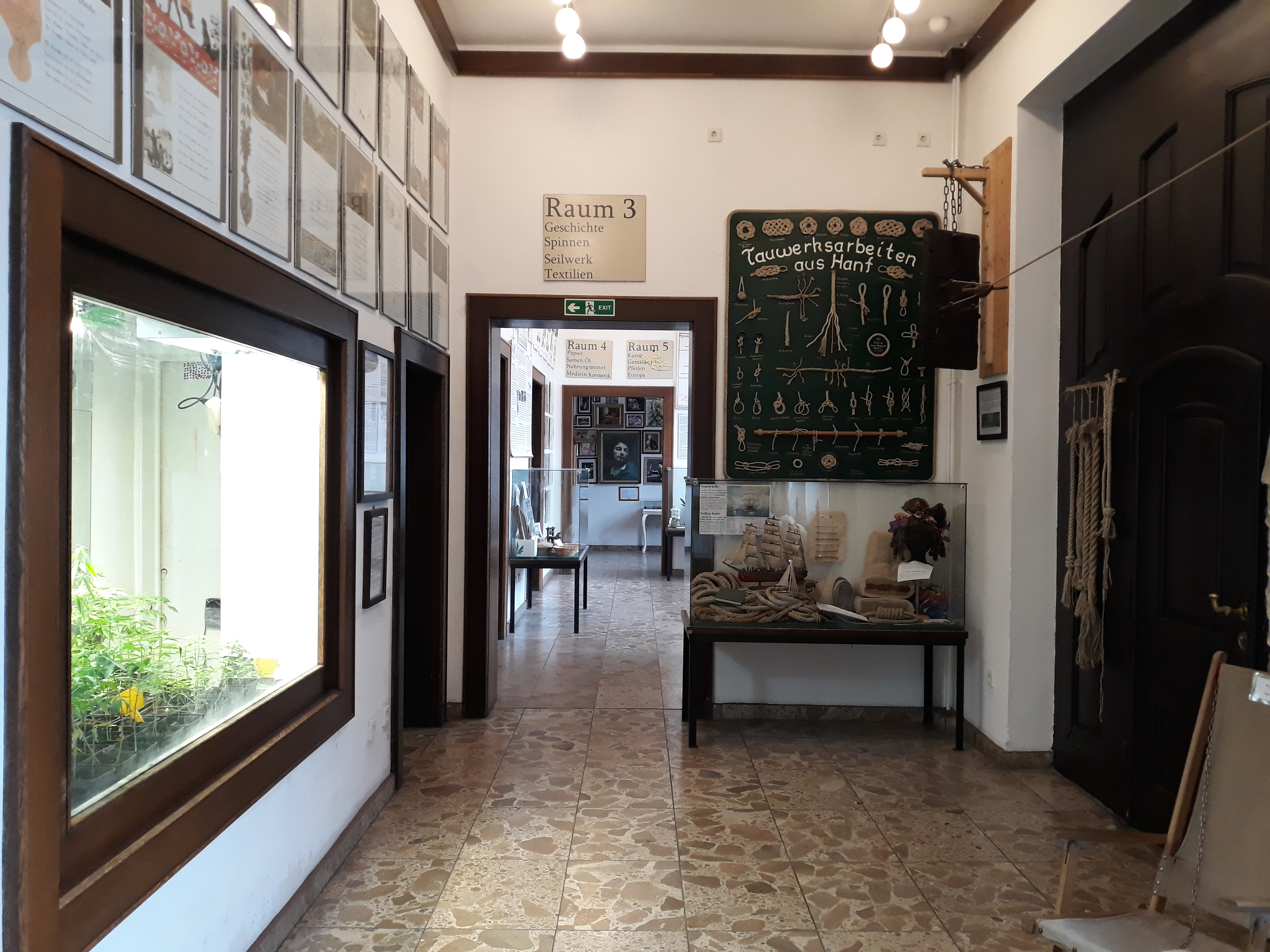
Часть экспозиции музея

Экспозиция музея располагается в восьми помещениях музея общей площадью более 250 м2 и посвящена, в частности:
- биологическим аспектам растения конопля,
- переработке и использованию волокон конопли и конопляного масла,
- медицинскому применению конопли,
- роли конопли в искусстве и религии,
- наркотическому действию конопли,
- правовой ситуации при выращивании и употреблении конопли.

Кроме постоянной экспозиции в музее устраиваются специальные выставки, в том числе в рамках Ночи музеев или онлайн. 
При музее работают магазин и кафе, в которых можно приобрести различные товары, так или иначе связанные с коноплёй.

## Галерея

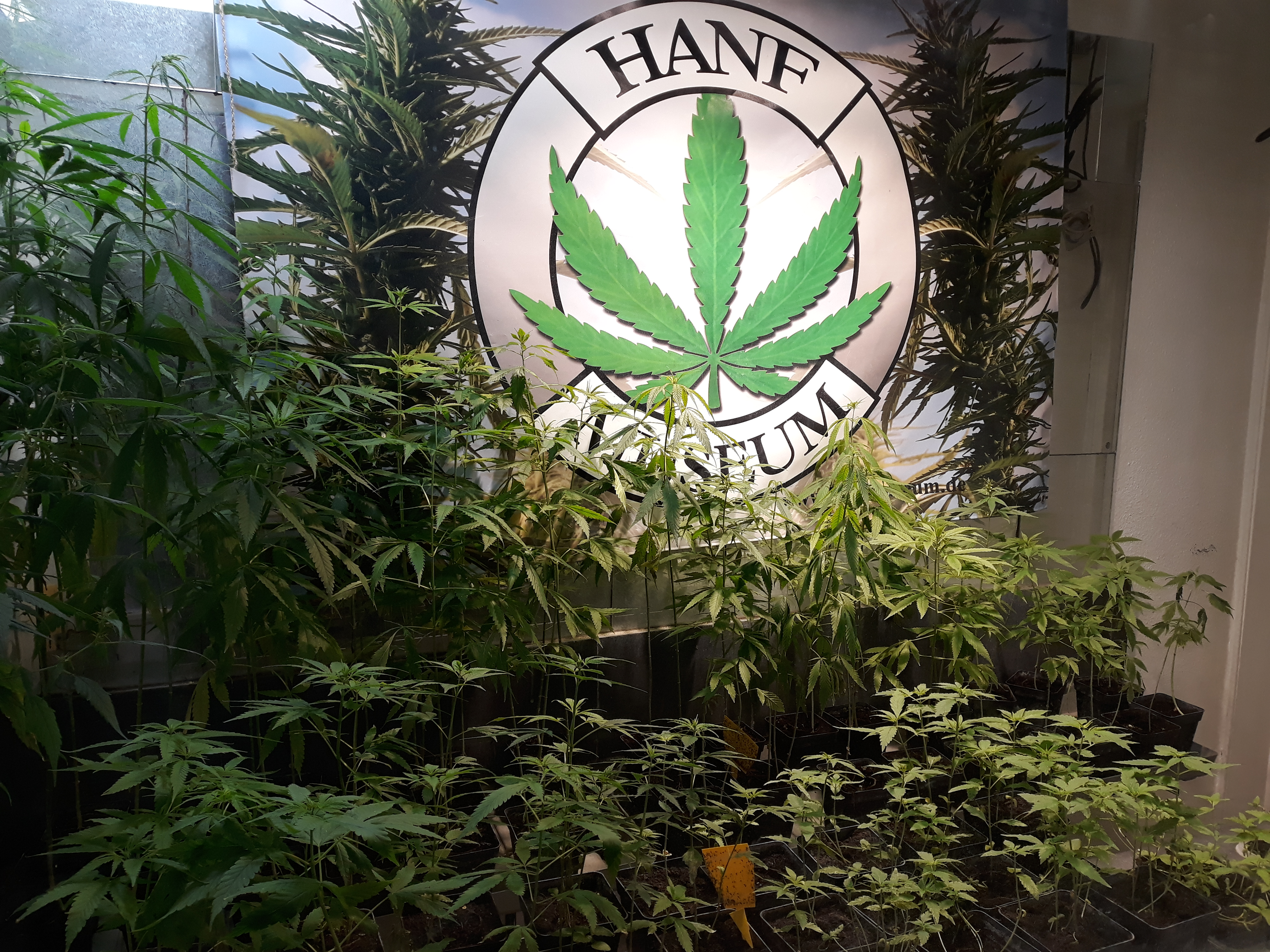
Растения конопли сорта «Федора 17» в витрине музея
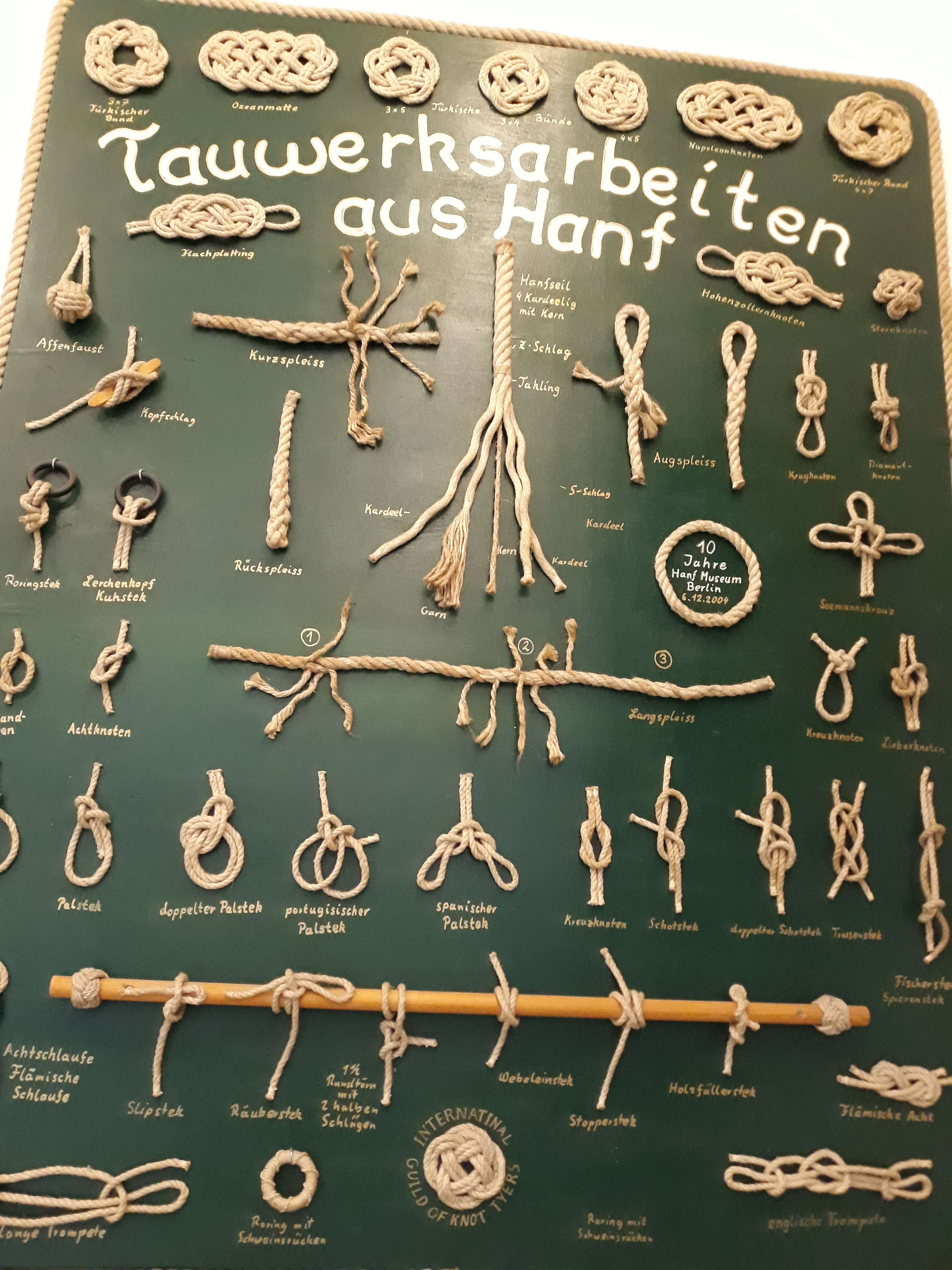
Примеры использования конопли